# Гипотенуза

Прямоугольный треугольник и его гипотенуза (c), а также катеты a и b.

Гипотенуза (греч. ὑποτείνουσα, натянутая) — самая длинная сторона прямоугольного треугольника, противоположная прямому углу. 
Длина гипотенузы прямоугольного треугольника может быть найдена с помощью теоремы Пифагора: Квадрат длины гипотенузы равен сумме квадратов длин катетов. Например, если длина одного из катетов равна 3 м (квадрат его длины равен 9 м), а длина другого — 4 м (квадрат его длины равен 16 м), то сумма их квадратов равна 25 м. Длина гипотенузы в этом случае равна квадратному корню из 25, то есть 5 м.

## Вычисление длины гипотенузы
Длину гипотенузы можно найти, применив теорему Пифагора.
Пусть {\displaystyle a} и {\displaystyle b} — длины катетов, тогда гипотенузу {\displaystyle c} можно найти по формуле
{\displaystyle c={\sqrt {a^{2}+b^{2}}}.}
Если известна длина одного из катетов {\displaystyle a} и угол, отличный от прямого, то можно найти длину гипотенузы {\displaystyle c} по формулам:
{\displaystyle c={\frac {a}{\sin \alpha }}} для противолежащего угла {\displaystyle \alpha }, и
{\displaystyle c={\frac {a}{\cos \beta }}} для прилежащего угла {\displaystyle \beta }.